# NGC 5299
NGC 5299 je otvoreni skup u zviježđu Centauru. 
Uranometria 2000.00 bilježi ga pod brojem 430.

## Vanjske poveznice
- (engl.) SEDS: NGC 5299
- (engl.) Revidirani Novi opći katalog
- (engl.) Izvangalaktička baza podataka NASA-e i IPAC-a
- (engl.) Astronomska baza podataka SIMBAD
- (engl.) VizieR
- DSS-ova slika NGC 5299  Arhivirana inačica izvorne stranice od 4. ožujka 2016. (Wayback Machine)